# Avoine (Indre i Loira)
Avoine és un municipi de la regió del Centre - Vall del Loira, departament de l'Indre-et-Loire. En aquesta població s'hi situen els tres reactors nuclears coneguts com a Central Nuclear de Chinon.